# Eden Kane
Eden Kane, nome artístico de Richard Graham Sarstedt (29 de março de 1941) é um cantor britânico de música pop. Obteve grande êxito no começo dos anos 60 com o single "Well I Ask You", que chegou ao topo das paradas musicais no Reino Unido. Apesar de não voltar a repetir o feito, o sucesso deu fôlego o suficiente para que sua carreira prosseguisse por mais 40 anos.
Trabalhou também como ator, participando de vários episódios da série Star Trek.

## Discografia selecionada

### Singles
- 1961 "Well I Ask You"
- 1961 "Get Lost
- 1962 "Forget Me Not"
- 1962 "I Don't Know Why"
- 1964 "Boys Cry"